# Музей современного искусства (Северный Майами)
Музей современного искусства в Северном Майами (англ. Museum of Contemporary Art, сокр. MoCA) — художественный музей в Северном Майами, Флорида, посвящённый современному искусству.
Здание площадью 2100 м² было построено нью-йоркской архитектурной фирмой Gwathmey Siegel & Associates Architects.

## История и деятельность
Музей современного искусства начал свою деятельность как Центр современного искусства в 1981 году. В 1996 году музей построил собственное здание, спроектированное американским архитектором Чарльзом Гватми и стал самостоятельным художественным музеем. В этом же году при нём остался как отдельная организация Институт современного искусства. В 2014 году из-за юридических проблем с зонированием совет института подал в суд на право переезда, что привело к созданию в 2017 году самостоятельного Института современного искусства в майамском районе Miami Design District. Музей современного искусства в Северном Майами остался на своём месте.
С 1993 по 2013 год музеем руководил искусствовед и куратор Бонни Клируотер. Под его руководством учреждение было награждено в 2012 году национальной медалью за музейное и библиотечное обслуживание (IMLS National Medal for Museum and Library Service). В настоящее время директором музея является Чана Шелдон, ранее бывшая исполнительным директором некоммерческого выставочного пространства Locust Projects в Майами.
Музей современного искусства в Северном Майами представляет персональные и коллективные выставки различных современных художников, в числе которых были Билл Виола, Трейси Эмин, Эдуард Дюваль-Карье, Вирджиния Овертон, Первис Янг, Вангечи Муту и многие другие. В 2008 году учреждение получило пожертвования в размере 5 миллионов долларов от благотворительного фонда Knight Exhibition Series, который поддерживает выставки работ начинающих художников, разработку новых общественных программ и расширенных школьных программ, а также презентацию лекций, спектаклей и кинопоказов. Музейная акция (фестиваль) Optic Nerve был признан важным форумом для начинающих художников, работающих в кино. Здесь было представлено более 220 художников, многие из которых впервые публично представили свои работы.
Благодаря щедрым пожертвованиям, предоставленным давними сторонниками музея, а также самостоятельным закупкам, музей создал хорошую постоянную коллекцию скульптур, картин и работ на бумаге, которая насчитывает около 500 работ местных, национальных и иностранных современных художников. В числе значимых произведения имеются работы  Пабло Кано, Терезиты Фернандес, Кита Харинга, Алекса Каца, Эда Рушей, Джорджа Сигала и других.